# Abadiño
Abadiño è un comune spagnolo di 7 129 abitanti situato nella comunità autonoma dei Paesi Baschi.

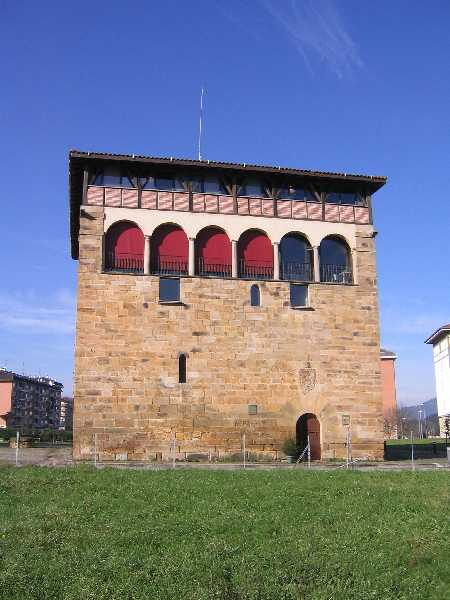
Casa-Torre de Mutsaratz